# Isoneuromyia pseudochracea
Isoneuromyia pseudochracea is een muggensoort uit de familie van de Keroplatidae. De wetenschappelijke naam van de soort is voor het eerst geldig gepubliceerd in 1925 door Landrock.